# (23249) Liaoyenting
(23249) Liaoyenting est un astéroïde de la ceinture principale d'astéroïdes.

## Description
(23249) Liaoyenting est un astéroïde de la ceinture principale d'astéroïdes. Il fut découvert le 26 novembre 2000 à Socorro (Nouveau-Mexique) par le projet LINEAR. Il présente une orbite caractérisée par un demi-grand axe de 2,33 UA, une excentricité de 0,05 et une inclinaison de 7,0° par rapport à l'écliptique.

## Compléments